# Palác Nisa (Liberec)
Palác Nisa v Liberci je novoklasicistní polyfunkční dům spojených pojišťoven Assicurazioni Generali a Moldavia Generali z roku 1936. Nachází se na Soukenném náměstí 26/7 ve III. liberecké části Jeřáb.

## Historie

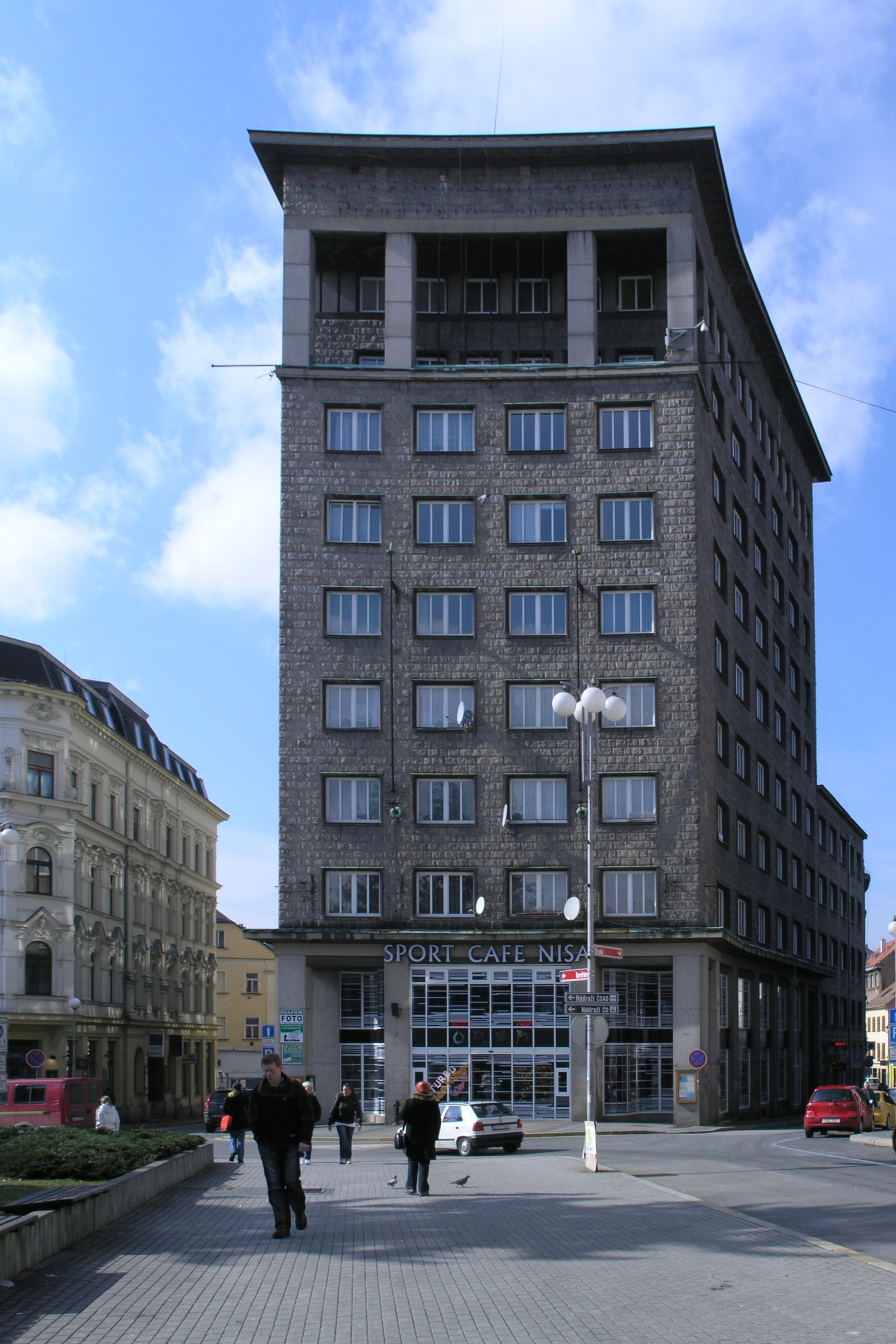
Palác Nisa v roce 2009

Palác Nisa, ve své době nejvyšší obytná budova v Liberci, byla navržena pražským německým architektem Fritzem Lehmannem. Stavby byla realizována v letech 1936 - 1937 v novoklasicistním slohu s prvky expresionismu.
V budově byly kanceláře, byty, hotelové pokoje, nájemní byty a ateliéry. V roce 1937 byla v přízemí otevřena moderní kavárna Winkler s pódiem pro orchestr.

### Současnost
V současné době[kdy?] je objekt nabízen k pronájmu. Ale jelikož se za prostory dosti zaplatí, objekt zatím chátrá.[zdroj?]